# Gliese 349
Gliese 349 è una stella di classe spettrale K3-V della costellazione dell'Idra, distante circa 42 anni luce dal sistema solare.
Si tratta di una nana arancione con una luminosità del 27% di quella del Sole, una massa del 79% e un raggio del 73%. L'età stimata media della stella è superiore ai 7 miliardi di anni.